# Babócsa
Babócsa är ett samhälle i Somogy i Ungern. Babócsa ligger i distriktet Barcs och har en area på 30,99 km². År 2019 hade Babócsa totalt 1 462 invånare.